# Marek Włodarski

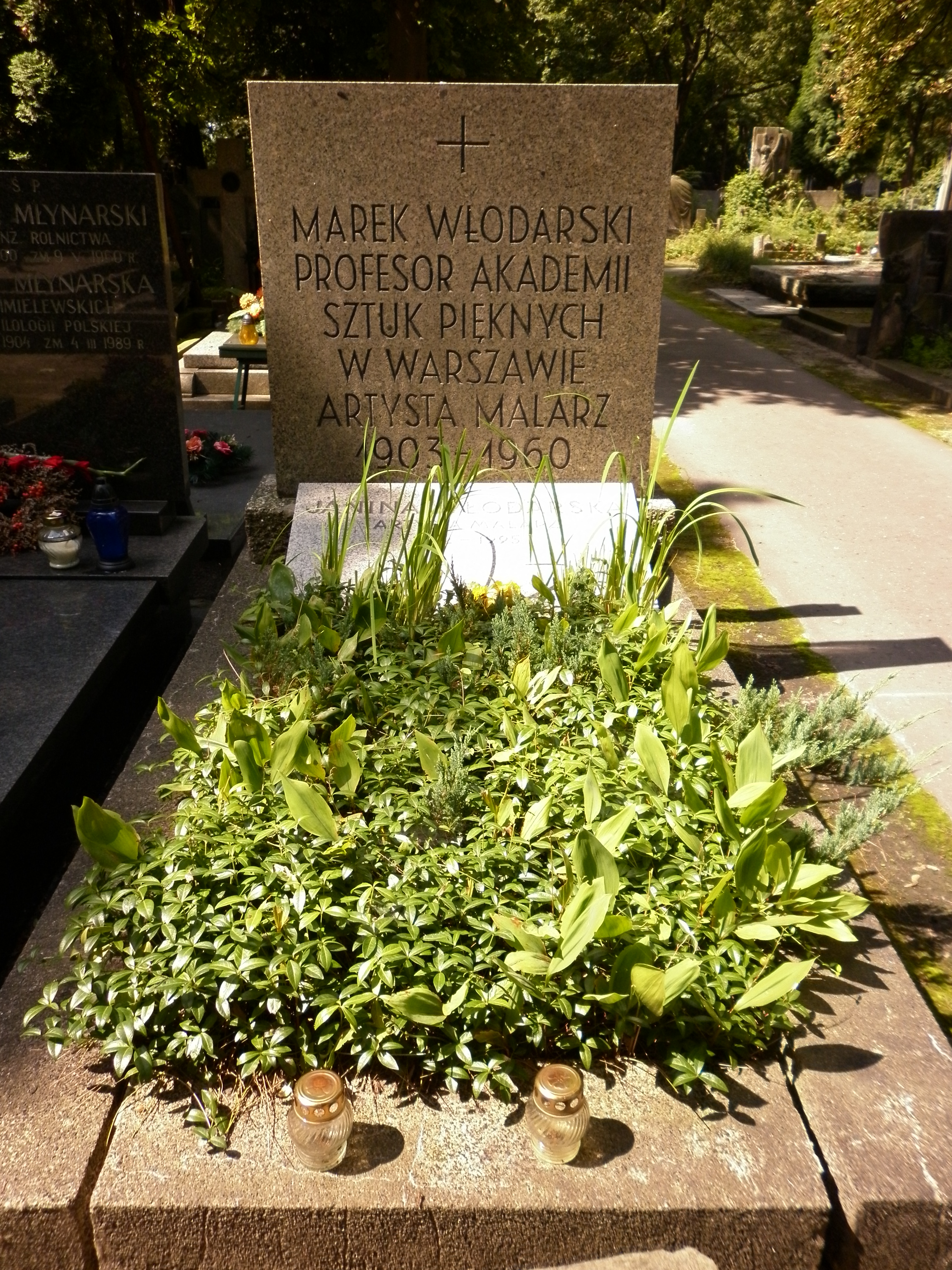
Włodarskis Grab auf dem Powązki-Friedhof in Warschau

Marek Włodarski (geboren als Henryk Streng, 17. April 1903 in Lemberg, Österreich-Ungarn; gestorben 23. Mai 1960 in Warschau) war ein polnischer Künstler und Holocaustüberlebender.

## Leben
Henryk Streng studierte in Lemberg an der Freien Akademie der Künste von Y. Podgorodetsky (1919–1921) und an der Staatlichen Industrieschule von Lemberg an der Abteilung für Angewandte Kunst (1921–1924). Während eines Besuches in Paris 1925 lernte er Fernand Léger kennen und es entwickelte sich eine Freundschaft zwischen den beiden Künstlern. Die Kunst Legers und die Begegnung mit der Kunst André Bretons beeinflussten seine künstlerische Entwicklung. Trotzdem folgte er einem eigenständigen künstlerischen Weg und er war der jüdischen Kultur und Tradition seiner Geburtsstadt Lemberg weiterhin verbunden. Er war Mitbegründer der „Artes“-Künstlergruppe (1929–1935) in Lemberg zusammen mit seinen Künstlerfreunden Debora Vogel und Bruno Schulz. Für Vogel illustrierte er ihre Gedichtbände. 1932 wurde der Lemberger Verband professioneller Künstler gegründet, zu dem "Neue Generation", "Artes" und "Union der zehn Künstler" gehörten.
1933 gründete Streng zusammen mit Otto Hahn (Künstler), Jerzy Janisch, Aleksander Krzywobłocki und Aleksander Riemer die "Neoartes"-Künstlergruppe. 1937 wurde Streng zum stellvertretenden Vorsitzenden des Lemberger Verbands professioneller Künstler.
Nach der sowjetischen Annexion Lembergs 1939 wurde Streng 1940 Mitglied des Organisationskomitees für die Gründung der Lemberger Organisation des Künstlerverbandes der Ukraine, nahm an einer Ausstellung der bildenden Künste der westlichen Gebiete der Ukraine in Kiew und Moskau teil. 1940 lernte er seine zukünftige Frau, die Künstlerin Yanina Brosh, kennen.
Nach der deutschen Besetzung 1941 floh er nach Warschau und versteckte sich dort. Den Namen Włodarski nahm er an, um der Verfolgung durch die Nazis zu entgehen, und behielt ihn bis zu seinem Lebensende. Er wurde während des Warschauer Aufstandes verhaftet und in das Konzentrationslager Stutthof gebracht.
Nach 1945 ließ er sich dauerhaft in Warschau nieder, wo er an der Akademie der Bildenden Künste Warschau unterrichtete. Włodarski spielte in der Nachkriegszeit eine Schlüsselrolle in der Entwicklung der modernen polnischen Kunst. Im Jahr 1982 widmete ihm das Nationalmuseum Warschau eine Ausstellung mit seinem Gesamtwerk.
Das Museum für moderne Kunst in Warschau zeigte 2021 eine Ausstellung unter dem Titel “Henryk Streng/Marek Włodarski and Jewish-Polish Modernism”.